# داينستي واريورز 9
داينستي واريورز 9 (باليابانية: 真・三國無双9) (بالإنجليزية: Dynasty Warriors 9) (بالصينية:真·三國無雙8)، هي الجزء التاسع من سلسلة داينستي واريورز، صدرت اللعبة يوم 8 فبراير 2018 باليابان والصين، وصدرت للأسواق العالمية يوم 13 من نفس الشهر. اللعبة من نوع تقطيع وذبح وعالم مفتوح، من تطوير أوميغا فورس، ونشر كوي تيكمو. اللعبة متوفرة على منصات بلاي ستيشن 4، و إكس بوكس ون، و مايكروسوفت ويندوز.

تم إصدار نسخة ثانية إستراتيجية من اللعبة لمنصتي بلاي ستيشن 5، و إكس بوكس سيريس إكس وسيريس إس، و نينتندو سويتش، و بلاي ستيشن 4، و إكس بوكس ون، و مايكروسوفت ويندوز في 15 فبراير 2022.

## المواقع الخارجية
- الموقع الرسمي باليابانية
- الموقع الرسمي بالانكليزيه